# Sân bay quốc tế San Jose
Sân bay quốc tế Norman Y. Mineta San Jose (mã sân bay IATA: SJC, mã sân bay ICAO: KSJC, mã sân bay FAA LID: SJC) là một sân bay công cộng ở thành phố San Jose trong quận Santa Clara, tiểu bang California, Hoa Kỳ. Sân bay được đặt tên cho người bản địa San Jose Norman Yoshio Mineta, bộ trưởng giao thông vận tải Bộ trưởng trong Nội các của George W. Bush, và Bộ trưởng Thương mại trong nội các của Bill Clinton, mặc dù sân bay cũng được đặt tên ủy viên, thị trưởng thành phố San Jose là Mineta. Sân bay có cự ly 4 km về phía tây bắc của trung tâm San Jose, gần các giao điểm của ba đường cao tốc chính, U.S. Route 101, Interstate 880, và State Route 87. Nhà cung cấp dịch vụ chi phối của sân bay là hãng hàng không Southwest. Alaska Airlines, cùng với công ty con trong khu vực, Horizon Air là hãng hàng không lớn thứ hai tại sân bay. Alaska Airlines cũng vận hành hầu hết các chuyến bay khởi hành từ trong ra vùng Vịnh của SJC. Sân bay cung cấp miễn phí Wi-Fi trong tất cả các tòa nhà hành khách.
Hội đồng thành phố San Jose đã xem xét thay đổi tên của sân bay thành sân bay quốc tế San Jose / Silicon Valley Mineta. Thành phố này tin rằng tên mới sẽ giúp chiến lược tiếp thị của các hãng hàng không.

## Hãng hàng không và tuyến bay

### Thương mại
| Hãng hàng không                               | Các điểm đến | Terminal |
| --------------------------------------------- | --- | -------- |
| Alaska Airlines                               | Guadalajara, Honolulu [begins April 10], Kahului, Kona, Lihue, Portland(OR), San Jose del Cabo, Seattle/Tacoma                                         | B        |
| Alaska Airlines operated by Horizon Air       | Boise, Los Angeles, Portland (OR), Sacramento Seasonal: Mammoth Lakes, Palm Springs [begins February 17]                                               | B        |
| American Airlines                             | Chicago-O'Hare, Dallas/Fort Worth | A        |
| American Eagle                                | Los Angeles | A        |
| Continental Airlines                          | Houston-Intercontinental | A        |
| Delta Air Lines                               | Atlanta, Minneapolis/St. Paul, Salt Lake City | B        |
| Delta Connection operated by SkyWest Airlines | Salt Lake City | B        |
| Hawaiian Airlines                             | Honolulu, Kahului [begins January 10] | A        |
| JetBlue Airways                               | Boston, New York–JFK | A        |
| Southwest Airlines                            | Austin, Burbank, Chicago-Midway, Denver, Las Vegas, Los Angeles, Ontario, Orange County, Phoenix, Portland (OR), Reno/Tahoe, San Diego, Seattle/Tacoma | B        |
| United Airlines                               | Denver | A        |
| United Express operated by SkyWest Airlines   | Denver, Los Angeles | A        |
| US Airways                                    | Phoenix | A        |
| Volaris                                       | Guadalajara | A        |

### Hàng hóa
- ABX Air
- Air Transport International
- BAX Global (formerly Burlington Air Express)
- DHL Express
- Emery Worldwide
- FedEx Express Memphis, Indianapolis
- National Airlines
- UPS Airlines Louisville, Dallas-Fort Worth, Des Moines, Chicago-Rockford (Seasonal), Ontario, Philadelphia